# シーワールド
シーワールド（SeaWorld）は、アメリカ合衆国に3ヶ所、アラブ首長国連邦に1ヶ所ある水族館である。現在はユナイテッド・パークス&リゾーツ（英語: United Parks & Resorts）が所有している。

## 概要
カリフォルニア大学ロサンゼルス校の4名の卒業生が海中レストランとショーを組み合わせたテーマパークを構想、1964年3月21日にシーワールド・サンディエゴ（カリフォルニア州）を開業。年間40万人が来場した。
また、シーワールドはテキサス州サンアントニオ、フロリダ州オーランドにもある。かつてはオハイオ州オーロラ(en)にもあった。また、2023年5月23日には初のアメリカ国外のパークとしてシーワールド・アブダビが開業した。
2013年公開のドキュメンタリー映画『ブラックフィッシュ』にて、2010年にショーに出演していたシャチの「ティリクム」によってトレーナーが死亡した事故を取り上げられ、内容が海洋哺乳類をエンターテイメント産業の一環として利用する産業そのものとシーワールドに対してその意義を問うものであったことを切っ掛けとして、シャチの扱いをめぐってシーワールドに対する圧力や抗議の声が高まった。シーワールドの来場者数は減少し、2014年の第2四半期（4月から6月）の収益が予想を下回り、2014年通期の業績見通しも下方修正された。この発表により、シーワールドの株価は大きく下落、2014年8月12日には株価は前年比22%下落し、さらに翌13日には前日比32.86%下落した。
シーワールド側は映画や批判に対して反論を展開したが（ブラックフィッシュ (映画)#シーワールドによる反論）、2015年10月にシャチのショーをプロセスに沿って廃止すると発表した。さらに2016年3月にはシャチの繁殖も全面中止することで決定した。